# The Alice Cooper Show
The Alice Cooper Show —en español: El show de Alice Cooper— es el primer álbum en vivo del músico y compositor estadounidense Alice Cooper lanzado por Warner Bros en 1977, grabado en el Aladdin Hotel de Las Vegas.

## Lista de canciones
1. "Under My Wheels" (Michael Bruce, Dennis Dunaway, Bob Ezrin) – 2:35
2. "I'm Eighteen" (Alice Cooper, Glen Buxton, Bruce, Dunaway, Neal Smith) – 5:00
3. "Only Women Bleed" (Cooper, Wagner) – 5:57
4. "Sick Things" (Cooper, Bruce, Wagner) – 0:59
5. "Is It My Body" (Cooper, Buxton, Dunaway, Bruce, Smith) – 2:36
6. "I Never Cry" (Cooper, Wagner) – 2:46
7. "Billion Dollar Babies" (Cooper, Bruce, Smith) – 3:18
8. "Devil's Food"/"The Black Widow" (Cooper, Dick Wagner, Bob Ezrin, Vincent Price, Kelly Jay) – 5:52
9. "You and Me" (Cooper, Wagner) – 2:25
10. "I Love the Dead"/"Go to Hell"/"Wish You Were Here" (Cooper, Wagner, Ezrin) – 6:38
11. "School's Out" (Cooper, Buxton, Bruce, Dunaway, Smith) – 2:39

## Listas de éxitos
Álbum - Billboard (Estados Unidos)
| Año  | Lista      | Posición |
| ---- | ---------- | -------- |
| 1978 | Pop Albums | 131      |